# パフォーマンス研究
パフォーマンス研究（パフォーマンスけんきゅう）は、パフォーマンススキルの発展を教え、パフォーマンスをレンズやツールとして世界を研究するための学際的な学問分野である。パフォーマンスという用語は広範であり、コンサート、演劇イベント、パフォーマンスアートなどの芸術的および美的なパフォーマンス、スポーツイベント、儀式、式典、宣言、公的決定などの社会的、政治的および宗教的イベント、特定の種類の言語使用、そして何かを単に存在するのではなく行う必要があるアイデンティティの構成要素を含むことができる。パフォーマンス研究は、パフォーミングアーツ、人類学、社会学、文学理論、文化研究、コミュニケーションなどの理論と方法を利用している。
パフォーマンス研究は、さまざまな研究手法の混合に焦点を当てる傾向がある。実践主導型または実践基盤型の研究手法の適用は、英語圏だけでなく広く普及した現象である。このような研究プロジェクトは、文献研究や口述歴史などの確立された手法をパフォーマンス実践と統合している。例えば、芸術的な自己民族誌的アプローチや逐語的な演劇などである。2001年から2006年にかけてブリストル大学で行われた専用研究プロジェクト「Practice-as-Research in Performance (PARIP)」の記録は、この分野における創造的思考の突破口となり、多くの刺激的な記事や研究プロジェクトのポートレートを提供している。

## 起源と基本的なコンセプト
パフォーマンス研究は新興学問分野として認識されている。学問分野としては、その性質自体が曖昧であるか、まだ若すぎて判断が難しい。いずれの場合も、多くの学者がその不安定性を批判してきた。しかし、研究者を養成するための学位授与プログラムが多くの大学で提供されている。一部の学者はこれを「インターディシプリン」または「ポストディシプリン」と呼んでいる。
今日のパフォーマンス研究分野の学者たちは、そのルーツを朗読、解釈、演劇、人類学、スピーチコミュニケーションなどの他の多くの分野に遡ることができる。ダイアナ・テイラーによれば、「彼らに共通しているのは、広義の意味でのパフォーマンスをプロセス、プラクシス、エピステメ、伝達手段、業績、そして世界に介入する手段として研究対象としていることである。」
リチャード・シェクナーは、パフォーマンス研究が二つのカテゴリーでパフォーマンスを検討すると述べている。第一のカテゴリーは芸術的パフォーマンスであり、これは芸術として認識され理解される。このカテゴリーには、ソロパフォーマンス、パフォーマンスアート、文学のパフォーマンス、劇場的なストーリーテリング、演劇、パフォーマンス詩が含まれる。芸術的パフォーマンスは、パフォーマンスを芸術形式として考える。第二のカテゴリーは文化的パフォーマンスであり、これは日常生活で行われるイベントを含む。このカテゴリーでは、文化の価値観がその維持のために示される。例としては、パレード、宗教儀式、コミュニティフェスティバル、物議を醸すストーリーテリング、社会的および職業的役割のパフォーマンス、そして人種、性別、セクシュアリティおよび階級の個人的パフォーマンスが文化的パフォーマンスの一形態として考えられる。

### 朗読術
パフォーマンス研究の最も古い起源は朗読術にあり、これは時折「宣言」とも呼ばれる。この初期の公演スピーチの方法は、言葉の発音、身体のジェスチャー、姿勢、トーン、さらには服装にも焦点を当てていた。18世紀にその実践が復活し、「朗読運動」としても知られるこの復活は、朗読術を独立した学問分野として確立することに寄与した。朗読運動の主要人物の一人は俳優であり学者のトーマス・シェリダンであった。シェリダンの朗読に関する講義は『Lectures on Elocution』（1762年）および『Lectures on Reading』（1775年）にまとめられており、文学の一節をマークし、声に出して読むための指示が提供されている。もう一人の俳優、ジョン・ウォーカーは1781年に二巻本の『Elements of Elocution』を出版し、声のコントロール、ジェスチャー、発音、強調について詳細な指導を提供した。
朗読運動は西洋で広まり、18世紀から19世紀にかけてイングランドとアメリカ合衆国に朗読および弁論の学校や学部が登場した。その中で、パフォーマンス研究にとって最も重要なのは、1894年にロバート・マクレーン・カムノックによって設立されたノースウェスタン大学の朗読学校である。ここでは、朗読の原則に基づいたスピーチ教育が行われた。朗読学校には文学や文学の解釈技術を理解し、朗読を通じてそれを生き生きとさせることを目的とした解釈学部が設置されていた。1984年には、解釈学部がパフォーマンス研究学部に改称され、テキストの定義をより広範に取り入れるようになった。

### 文学の口頭での通訳
文学の分野において、ウォレス・ベーコン（1914–2001）は多くの人にパフォーマンス理論の先駆者と見なされていた。ベーコンは文学のパフォーマンスを究極の謙虚さの行為として教えていた。彼のパフォーマンス理論の定義的な声明の中で、「私たちの中心は、読者とテキストの間の相互作用にあり、それはテキストの力を通じて学生（およびパフォーマーと観客）の内面さらには外面の生活を豊かにし、拡張し、明確にし、（そう）変える」と述べている（『Literature in Performance』、第5巻第1号、1984年、p. 84）。
加えて、ロバート・ブリーンの著作『Chamber Theatre』は、ナラティブテキストを舞台化する分野の礎となるものである。ただし、ナラティブの細部の位置づけに関する主張は依然として論争の的である。ブリーンは、支持者ルイーズ・ローゼンブラットと共に、この分野の創設理論家と見なされている。最近では、パフォーマンス理論家であり小説家であるバーバラ・ブラウニングが、ナラティブフィクション自体、特に小説が読者のパフォーマティブな参加を要求していると示唆している。

### 演劇と人類学
演劇および人類学の分野において、この起源はしばしば演出家リチャード・シェクナーと人類学者ヴィクター・ターナーの研究協力として見なされる。この起源の物語は、パフォーマンスを「演劇と人類学の間」と定義し、伝統的なプロセニアム劇場や伝統的な人類学的フィールドワークの代替手段として異文化間のパフォーマンスの重要性を強調している。
ドワイト・コンカーグッドは、パフォーマンス民族誌の一分野を発展させた。この分野は、実践の政治的性質に焦点を当て、出会いの時点から研究報告の実践に至るまでの方法論的対話主義を提唱した。
バーバラ・カーシュンブラット＝ギンブレットは観光プロダクションおよび民族誌的ショーマンシップに関心を寄せている。ジャッド・ケースはパフォーマンスをメディアと宗教の研究に適応させた。ダイアナ・テイラーはラテンアメリカのパフォーマンスに関する半球的視点を持ち込み、アーカイブとパフォーマンスのレパートリーの関係を理論化した。一方でコリン・クラッツは、マルチメディアコミュニケーションの役割を強調するパフォーマンス分析の手法を開発した。ロリー・フレデリックは、民族誌的研究と人類学的視点からの確固とした理論的基盤の重要性を主張している。

### スピーチ・アクト理論とパフォーマティビティ
別の起源の物語は、哲学者J・L・オースティンとジュディス・バトラー、文学批評家イヴ・コソフスキー・セジウィック、そしてショシャナ・フェルマンによるスピーチ・アクト理論の発展を強調している。オースティンが『How To Do Things With Words』で提唱した理論は、「何かを言うことは何かをすることであり、何かを言うことで何かをし、さらには何かを言うことで何かをする」というものである。最も分かりやすい例は、結婚式の一部としての「誓います」である。オースティンによると、これらのパフォーマティブな発言が適切であるためには、それらが真実であり、適切であり、正式な権威者（例えば、司祭、裁判官、学者）によって認められたものでなければならない。オースティンは、「伝統的な手続きの過去の歴史には、特定のケースにその手続きが正しく適用されるかどうかを決定する結論的なものは常に存在しないため、困難または境界的なケースが常に発生する」と述べている。パフォーマティブ（言語と身体で行う発言）の失敗の可能性はバトラーによって取り上げられ、「パフォーマティブの政治的約束」として理解されている。彼女の主張は、パフォーマティブが従来の権力を維持する必要があるため、慣習自体が繰り返されなければならず、この繰り返しの中で、無許可の使用によってそれが奪われ、新しい未来を創り出すことができるというものである。彼女はローザ・パークスを例に挙げている。
ローザ・パークスがバスの前方に座ったとき、彼女には南部のいかなる慣習によっても保証された権利はなかった。それにもかかわらず、彼女は事前の許可のない権利を主張することで、その行為に一定の権威を与え、既存の正当性のコードを打ち倒す反乱の過程を始めた。
不幸な発言（失敗）の問題は、ショシャナ・フェルマンによっても取り上げられている。彼女は「不幸、または失敗は、オースティンにとってパフォーマティブの偶然の産物ではなく、それに内在し、本質的なものである。言い換えれば、オースティンは失敗を外部的ではなく約束の内部的なものと考え、それが実際にそれを構成するものと見なしている」と述べている。

### その他の領域
パフォーマンス研究は、フェミニズム、精神分析、批判的人種理論、クィア理論の分野とも強い関係がある。ペギー・フェラン、ホセ・エステバン・ムニョス、E. パトリック・ジョンソン、レベッカ・シュナイダー、アンドレ・レペッキのような理論家たちは、パフォーマンス研究およびこれらの関連分野の両方において同様に影響力を持っている。
パフォーマンス研究は、演劇、ダンス、アート、人類学、民俗学、哲学、文化研究、心理学、社会学、比較文学、コミュニケーション研究、そしてますます音楽パフォーマンスの理論を取り入れている。
「パフォーマンス研究」という名称の最初の学術部門は1980年にニューヨーク大学で始まった。その直後、1984年にノースウェスタン大学は長年の解釈学部門を「パフォーマンス研究学部」と改名し、テキストとパフォーマンスの広範な定義を反映した。一般的に、ニューヨーク大学とノースウェスタン大学のモデルの違いは異なる学問的関心に起因するが、いずれの場合も実践に焦点を当てることで、演劇や文学を超えた研究手法と理論が生まれ、パフォーマンスの理解に関連し役立った。パフォーマンス研究のさまざまな起源や学問的伝統については、シャノン・ジャクソンの著書『Professing Performance』やネイサン・スタッキーとシンシア・ウィマーの『Teaching Performance Studies』の序章を参照されたい。
アメリカ合衆国において、この学際的かつ多岐にわたる分野は、コロンビア大学、ブラウン大学、UCLA、UCI、UCバークレーなどに広がっている。学部および大学院のプログラムは、テキサス大学オースティン校、UCLAの文化とパフォーマンスプログラム、UCデービス、UCアーバイン、ケネソー州立大学、ルイジアナ州立大学、サザンイリノイ大学カーボンデール校、カリフォルニア州立大学ノースリッジ校、サンノゼ州立大学、サンディエゴ大学、メリーランド大学、ノースカロライナ大学チャペルヒル校、ワシントン大学セントルイス校で提供されている。テキサスA&M大学のパフォーマンス研究学部は、音楽と演劇の学位プログラムを含む点でユニークである。
イギリスでは、アベリストウィス大学がパフォーマンス研究の学位プログラムを提供しており、マイク・ピアソン、ハイケ・ロムス、ジル・グリーンハルなどの高く評価されているパフォーマンスアーティストが所属している。ロンドンのローハンプトン大学は、ドラマ、劇場およびパフォーマンス研究の学士号（BA）を提供している。ロンドンのリッチモンド大学も、パフォーマンスおよび劇場芸術の学士号（BA）を提供している。プリマス大学は1990年代初頭から劇場およびパフォーマンスの学士号（BA）を提供しており、その大学院研究プログラム（ResMおよびMPhil/PhD）はパフォーマンス研究を専門としている。ウォーリック大学も、劇場およびパフォーマンス研究の学士号（BA）と主要な大学院プログラムを提供している。最近では、ギルフォード演劇学校が劇場およびパフォーマンスの学士号（BA）を提供している。コンセルヴァトワールの一部であるこのコースは、実践としての研究という考え方を強調し、実践的にパフォーマンスを調査することに重点を置いている。このプログラムは、現在多国籍のパフォーマンス哲学センターを設立したローラ・カール博士によって指導されている。この新しいパフォーマンス研究の分野は、哲学とパフォーマンスの関係を発展させることを試みている。
デンマークでは、ロスキレ大学が「パフォーマンスデザイン」の修士号および博士号を提供しており、演劇パフォーマンス、ライブ音楽、フェスティバル、および都市パフォーマンスなどの科目に焦点を当てている。
ドイツでは、ハンブルク大学がガブリエル・クラインが運営するパフォーマンス研究センターでパフォーマンス研究の修士課程を提供している。ブレーメン大学のパフォーマンス研究センターでは、パフォーマンスプロジェクト内で学術研究と芸術研究の組み合わせに焦点を当てたパフォーマンス研究の証明書を提供している。
ポーランドでは、クラクフのヤギェロン大学がポーランド語文学部でパフォーマンス研究の修士課程を提供している。
インドでは、ジャワハルラール・ネルー大学が芸術美学部で演劇・パフォーマンス研究のMPhilおよびPhDプログラムを提供している。2012年以降、アンベードカル大学デリー校の文化・創造表現学部がパフォーマンス研究の修士課程を開始し、文化研究の方法論をパフォーマンス研究のニュアンスに基づいて再定義することに焦点を当てている。このプログラムは、インド初の実践基盤の博士課程を策定しており、実践としての研究の領域で広範に活動している。同様に、南アジアのパフォーマンス研究と文化研究センター（CPRACSIS）、ケララ州は、過去数年間にわたってパフォーマンス研究に基づいた対話を行うためのワークショップやセミナーを一連の形で開催している。
オーストラリアでは、シドニー大学、ビクトリア大学、およびクイーンズランド工科大学がパフォーマンス研究を専攻とする学士号、修士号、および博士号を提供している。いくつかの国では、パフォーマンス研究がAレベル（ASおよびA2）のコースとして提供され、ダンス、音楽、およびドラマという個別の芸術形式を統合している。
ブラジルでは、ゴイアス州連邦大学が2012年にラテンアメリカで初めて文化パフォーマンスに関する学際的プログラム（修士課程）を開始した。このプログラムの目的は、異文化の視点から「儀式、ゲーム、パフォーマンス、ドラマ、ダンス」を分析することである。